# Valhalla (film)
Pour les articles homonymes, voir Valhalla (homonymie).
Pour plus de détails, voir Fiche technique et Distribution.
Valhalla est un film d'animation danois sorti en 1986. Il est basé sur la série de bandes dessinées Valhalla, dessinée par Peter Madsen. Ce film est aussi une référence aux récits scandinaves de la mythologie nordique.

## Synopsis
Le film se déroule à l'époque de la Mythologie nordique, les dieux Thor et Loki voyagent à Midgard, la terre du royaume humain, où ils sont accueillis par un fermier. famille (le frère et la sœur Røskva et Tjalfe et leurs parents), Thor décide de passer la nuit avec eux, le lendemain matin Loki a l'idée d'emmener Røskva et Tjalfe à Asgard, le royaume des dieux, pour les y embaucher comme les laquais de Thor, mais malheureusement pour eux, leur tâche de laquais s'avère très différente, au lieu de cela ils sont traités comme des domestiques, à Asgard ils font également la connaissance d'une créature appelée Quark avec qui ils ont un grand lien, donc ils Rencontrez Odin le dieu suprême et ils partent en quête de survie dans la grande forêt, mais Thor et Loki se rendent compte que Quark est l'un des géants de Utgard, Thor et Loki doivent le ramener avant d'avoir plus de problèmes avec lui, avec les géants, ils sont mis au défi de passer des tests, s'ils peuvent gagner les tests, ils seront libérés de Quark, s'ils échouent, ils devront garder Quark avec eux pour toujours.

## Fiche technique
- Titre original : Valhalla
- Réalisation : Peter Madsen, Jeffrey J. Varab
- Scénario : Peter Madsen, Henning Kure, Niels Søndergaard basé sur des bandes dessinées Valhalla de Peter Madsen
- Production : Anders Mastrup
- Musique originale : Ron Goodwin
- Image : Niels Grønlykke, Jan-Erik Sandberg
- Montage : Lidia Sablone
- Sociétés de production : Swan Film Production
- Distribution : Metronome
- Pays :  Danemark
- Langue : danois
- Durée : 76 minutes
- Date de Sortie
  -  Danemark : 10 octobre 1986
  -  France : 12 mai 1986 (festival du film de Cannes)

## Doublage

### Voix danoises
- Dick Kaysø : Thor
- Preben Kristensen : Loki
- Laura Bro : Roskva
- Marie Ingerslev : Tjalfe
- Nis Bank-Mikkelsen : Odin et Útgarða-Loki
- Benny Hansen : Hymir
- Olaf Nielsen : Rolf
- Thomas Eje : Quark
- Claus Ryskjær : Hugin le corbeau
- Kirsten Rolffes : Munin le corbeau et la mère
- Jesper Klein : Mimer et le père
- Susse Wold : Sif et Ellie